# Грашши, Йожеф
Йожеф Грашши (или Грасси) (венг. Grassy József; 31 декабря 1894, Севлюш Австро-Венгрия (ныне Виноградов, Закарпатская область, Украина) — 5 ноября 1946, Жабаль) — венгерский военачальник, фельдмаршал-лейтенант, группенфюрер СС, командир 26-й ваффен-гренадерской дивизии СС (2-й венгерской).

## Биография
В 1908—1912 годах учился в военной пехотной школе в Шопроне. В 1914 году окончил Королевскую военную академию в Будапеште в звании младшего лейтенанта.
Участник Первой мировой войны. Служил в 20-м пехотном полку, в августе 1914 года был тяжело ранен. Вернулся на фронт через полтора года. Через три месяца боёв, был снова ранен, до ноября 1916 года остался в госпитале. Затем снова вернулся в действующую армию.
За храбрость был награждён Австро-Венгерским Крестом «За военные заслуги» 3-й степени, медалью «За военные заслуги» 2-й и 3-й степени и германским Железным Крестом 1-й и 2-й степени.
После окончания войны вступил в Королевский венгерский гонвед, был офицером Генерального штаба. В 1919—1921 годах — инструктор Венгерской военной академии. Участвовал в перевороте Миклоша Хорти в августе 1919 года.
В марте 1922 года — капитан. С 1922 по 1924 год обучался в Венгерской военной академии.
В 1924—1927 годах — служба в штабе 1-й смешанной бригады. С ноября 1927 года по август 1932 года служил в третьем отделении Генерального штаба. С ноября 1930 года — майор.
В августе 1932 года переведен на должность офицера Генерального штаба в 3-й смешанной бригаде. В ноябре 1934 года произведен в подполковники.
С 1935 года — профессор тактики в Военной академии в Будапеште. В ноябре 1938 года стал полковником и был назначен начальником штаба 4-го армейского корпуса.
Участник Второй мировой войны. Во время кампании стран Оси на Балканах весной 1941 года принимал активное участие в сражениях. Командовал 7-м пехотным полком 13-й пехотной бригады, возглавляемой им с 1 июля 1939 года.
15 января 1941 года был назначен заместителем командующего ВВС Венгрии. Занимал эту должность до 1 августа 1941 года. Затем возглавил командование 15-й пехотной бригады в Кечкемете, которая 17 февраля 1942 года была преобразована в 15-ю пехотную дивизию.
В январе 1942 года принимал участие в резне в Нови-Саде на севере Сербии, в области Бачка. Всего было убито 1246 местных жителей (в основном евреев и сербов).
30 марта 1942 года Й. Грашши был произведен в генерал-майоры. 1 апреля 1942 года принял командование 13-й пехотной дивизией, в этой должности прослужил до 15 ноября 1942 года.
События в Нови-Саде вызвали волну протестов в Венгрии. Грашши в ноябре 1942 года был переведен на должность директора департамента военного образования Министерства обороны, а в октябре 1943 года возглавил 2-ю учебную группу в Генеральном штабе.
В сентябре 1943 года, когда Венгрия уже вела переговоры с западными державами о заключении с ними сепаратного мира, дело против него было возбуждено вновь. Судебный процесс закончился 14 декабря 1943 года обвинением пятнадцати офицеров. Эта ситуация вынудила некоторых из них бежать в Германию. Среди них был Й. Грашши.
В январе 1944 года Грашши был арестован немецкими властями и заключен в тюрьму по обвинению в том, что протестовал против немецкого отношения к войскам венгерской армии.
На рубеже марта и апреля 1944 г. Грашши решил покинуть ряды венгерской армии. Но узнав, что немцы начали создание подразделений венгерских Ваффен-СС, в том числе 25-й ваффен-гренадерской дивизии СС (1-й венгерской), решил вернуться на службу в армию.
В марте 1944 года был назначен в звании группенфюрера СС в 9-ю дивизию СС «Гогенштауфен». В октябре 1944 года Грасси решением Генерального штаба Рейха было поручено командование недавно сформированной венгерской дивизией. 1 ноября 1944 года повышен в звании до фельдмаршала-лейтенанта.
21 марта — 8 мая 1945 — командир 26-й ваффен-гренадерской дивизии СС (2-й венгерской).
В мае 1945 года Грашши попал в плен к войскам США, в январе 1946 года был доставлен в Югославию, за военные преступления приговорён к смертной казни и 5 ноября 1946 года повешен вместе с Ласло Деаком и Ф. Фекетехальми-Цейднером в Жабале.

## В культуре
В венгерском фильме 1966 года о нацистских преступниках «Холодные дни» его роль исполнил актёр Тамаш Майор .